# Турпан горбатодзьобий
Турпан горбатодзьобий (Melanitta deglandi) — вид водних птахів родини качкових (Anatidae). Поширений в Північній Америці.

## Назва
Вид названо на честь французького орнітолога Кома-Дам'єна Деглана (1787—1856).

## Поширення
Гніздиться на Алясці і в Канаді до Гудзонової затоки. Зимує на західному узбережжі Північної Америки від Алеутських островів до півострова Нижня Каліфорнія, а також на східному узбережжі від затоки Святого Лаврентія до північної Флориди. У Європі дуже рідко трапляються бродяжні птахи.

## Спосіб життя
Гніздо будує на землі біля моря, озера або річки, в лісах або тундрі. Відкладає від 5 до 11 рожевих яєць. Інкубаційний період може тривати від 25 до 30 днів. Самиця піклується про свій виводок протягом трьох тижнів, потім кидає каченят, але дитинчата зазвичай залишаються разом ще три тижні. Літати вони зможуть у віці від 63 до 77 днів.
У прісній воді цей вид харчується в основному ракоподібними і комахами, а в солоній — молюсками і ракоподібними. Улюбленою їжею є бокоплав Hyalella azteca в прісній воді, а в морі — двостулкові молюски Protothaca staminea, Siliqua spp. і Mesodesma arctatus.